# Cristiano Piccini
Cristiano Piccini (ur. 26 września 1992 we Florencji) – włoski piłkarz, występujący na pozycji środkowego lub prawego obrońcy w szwajcarskim klubie Yverdon-Sport FC. W latach 2018–2019 reprezentant Włoch.